# 仙女山街道 (汉川市)
仙女山街道，是中华人民共和国湖北省孝感市汉川市下辖的一个乡镇级行政单位。

## 行政区划
仙女山街道下辖以下地区：
仙女山社区、走马岭社区、欢乐街社区、仙人位社区、西湖路社区、泵站河社区、官备塘社区、向家垸社区、火猴山社区、山后湾社区、西门桥社区、六合垸社区、广场路社区、霍城台社区、祥和花园社区、北桥社区、七里村、国光村、华一村、华二村、港堤村和刘家台村。